# Paula Cristina Gonçalves
Paula Cristina Gonçalves (* 11. August 1990 in Campinas) ist eine brasilianische Tennisspielerin.

## Karriere
Gonçalves spielt hauptsächlich auf Turnieren des ITF Women’s Circuit, bei denen sie bereits sieben Einzel- und 19 Doppeltitel gewonnen hat. Im April 2015 gelang ihr in Bogotá an der Seite ihrer Landsfrau Beatriz Haddad Maia der erste Titelgewinn auf der WTA Tour.
Ihre besten Weltranglistenpositionen erreichte sie 2016 mit den Plätzen 158 im Einzel und 95 im Doppel.
Seit 2013 spielt Gonçalves sehr erfolgreich für die brasilianische Fed-Cup-Mannschaft; von ihren bislang 19 Fed-Cup-Partien konnte sie 15 gewinnen (Einzelbilanz 12:2).

## Turniersiege

### Einzel
| Nr. | Datum             | Turnier             | Kategorie   | Belag     | Finalgegnerin          | Ergebnis      |
| --- | ----------------- | ------------------- | ----------- | --------- | ---------------------- | ------------- |
| 1.  | 8. Oktober 2011   | São Paulo           | ITF $10.000 | Sand      | Bárbara Luz            | 6:2, 6:3      |
| 2.  | 1. Dezember 2012  | Santiago de Chile   | ITF $25.000 | Sand      | Julia Cohen            | 0:6, 6:3, 6:4 |
| 3.  | 21. Juli 2013     | Campos do Jordão    | ITF $25.000 | Hartplatz | Maria Irigoyen         | 3:6, 7:5, 6:1 |
| 4.  | 5. April 2014     | São José dos Campos | ITF $10.000 | Sand      | Maria Fernanda Alves   | 6:2, 3:6, 6:2 |
| 5.  | 26. November 2016 | Santiago            | ITF $10.000 | Sand      | Daniela Seguel         | 4:6, 4:4 ret. |
| 6.  | 2. April 2017     | Campinas            | ITF $15.000 | Sand      | Stephanie Mariel Petit | 6:4, 6:4      |
| 7.  | 18. August 2018   | Cuneo               | ITF $15.000 | Sand      | Bianca Turati          | 6:4, 6:2      |

### Doppel
| Nr. | Datum              | Turnier               | Kategorie         | Belag     | Partnerin               | Finalgegnerinnen                                  | Ergebnis           |
| --- | ------------------ | --------------------- | ----------------- | --------- | ----------------------- | ------------------------------------------------- | ------------------ |
| 1.  | 11. Juni 2010      | Brasília              | ITF $10.000       | Sand      | Fernanda Faria          | Gabriella Barbosa-Costa Silva Natalia Cheng       | 6:4, 6:4           |
| 2.  | 31. Juli 2010      | Campos do Jordão      | ITF $25.000       | Hartplatz | Fernanda Faria          | Monique Albuquerque Roxane Vaisemberg             | 6:3, 6:2           |
| 3.  | 26. November 2010  | Barueri               | ITF $10.000       | Hartplatz | Fernanda Faria          | María Fernanda Álvarez Terán Aranza Salut         | 7:5, 4:6, [10:3]   |
| 4.  | 18. Juni 2011      | Montpellier           | ITF $25.000       | Sand      | Maryna Zanevska         | Mădălina Gojnea Inés Ferrer Suárez                | 6:4, 7:5           |
| 5.  | 22. Juli 2011      | Ribeirão Preto        | ITF $10.000       | Sand      | Fernanda Faria          | Andrea Benítez Raquel Piltcher                    | 2:6, 6:2, [10:6]   |
| 6.  | 28. Oktober 2011   | Goiânia               | ITF $10.000       | Sand      | Beatriz Haddad Maia     | Flávia Dechandt Araújo Karina Venditti            | 6:4, 5:7, [12:10]  |
| 7.  | 3. August 2012     | São Paulo             | ITF $10.000       | Sand      | Roxane Vaisemberg       | Aranza Salut Carolina Zeballos                    | 6:2, 6:2           |
| 8.  | 20. Juli 2013      | Campos do Jordão      | ITF $25.000       | Hartplatz | María Irigoyen          | María Fernanda Álvarez Terán Maria Fernanda Alves | 7:5, 6:3           |
| 9.  | 27. September 2013 | Sevilla               | ITF $25.000       | Sand      | Florencia Molinero      | Cecilia Costa Melgar Gaia Sanesi                  | 6:3, 7:5           |
| 10. | 13. Dezember 2013  | Mata de São João      | ITF $25.000       | Sand      | Laura Pigossi           | Montserrat González Carolina Zeballos             | 6:2, 6:2           |
| 11. | 21. Dezember 2013  | Bertioga              | ITF $25.000       | Hartplatz | Laura Pigossi           | Verónica Cepede Royg María Irigoyen               | 2:6, 6:4, [10:7]   |
| 12. | 4. April 2014      | São José dos Campos   | ITF $10.000       | Sand      | Maria Fernanda Alves    | Gabriela Cé Eduarda Piai                          | 7:60, 7:5          |
| 13. | 11. April 2014     | São José do Rio Preto | ITF $10.000       | Sand      | Maria Fernanda Alves    | Carolina M. Alves Ingrid Gamarra Martins          | 6:2, 6:0           |
| 14. | 4. Juli 2014       | Denain                | ITF $25.000       | Sand      | Florencia Molinero      | Nicola Slater Karolina Wlodarczak                 | 7:63, 7:64         |
| 15. | 28. März 2015      | Palm Harbor           | ITF $25.000       | Sand      | Petra Krejsová          | María Irigoyen Paula Ormaechea                    | 6:2, 6:4           |
| 16. | 19. April 2015     | Bogotá                | WTA International | Sand      | Beatriz Haddad Maia     | Irina Falconi Shelby Rogers                       | 6:3, 3:6, [10:6]   |
| 17. | 27. September 2015 | Albuquerque           | ITF $75.000       | Hartplatz | Sanaz Marand            | Tamira Paszek Anna Tatischwili                    | 4:6, 6:2, [10:3]   |
| 18. | 22. Januar 2016    | Guarujá               | ITF $25.000       | Hartplatz | Beatriz Haddad Maia     | Laura Pigossi Jil Teichmann                       | 6:73, 7:5, [10:7]  |
| 19. | 14. Juli 2017      | Turin                 | ITF $25.000       | Sand      | Estrella Cabeza Candela | Irene Burillo Escorihuela Yvonne Cavalle-Reimers  | 5:7, 6:0, [10:8]   |
| 20. | 21. Juli 2017      | Imola                 | ITF $25.000       | Teppich   | Estrella Cabeza Candela | Eleni Kordolaimi Seone Mendez                     | 6:3, 1:6, [10:3]   |
| 21. | 16. März 2019      | São Paulo             | ITF $25.000       | Sand      | Luisa Stefani           | Martina Di Giuseppe Thaisa Grana Pedretti         | 6:74, 6:0, [10:8]  |
| 22. | 23. März 2019      | Curitiba              | ITF $25.000       | Sand      | Luisa Stefani           | Ekaterine Gorgodse Daniela Seguel                 | 6:73, 7:60, [10:2] |
| 23. | 8. Juni 2019       | Brescia               | ITF $60.000       | Sand      | Andrea Gámiz            | Anastasia Grymalska Giorgia Marchetti             | 6:3, 4:6, [12:10]  |
| 24. | 29. Juni 2019      | Tarvisio              | ITF $25.000       | Sand      | Gabriela Cé             | Gloria Ceschi Rasheeda McAdoo                     | 6:2, 4:6, [10:3]   |
| 25. | 20. Juli 2019      | Imola                 | ITF $25.000       | Teppich   | Nina Stadler            | Rasheeda McAdoo Sandra Samir                      | 6:4, 6:2           |